# Taradeau
Taradeau est une commune française située dans le département du Var, en région Provence-Alpes-Côte d'Azur.
Ses habitants sont les Taradéens et les Taradéennes.

## Géographie

### Localisation
Taradeau est un village du centre-Var renommé pour ses vignes, situé sur la D 10 qui relie Les Arcs à Lorgues, ville située à 9 km.

### Géologie et relief
Le village est niché dans la vallée de la Florièye, affluent de l'Argens, à nouveau en eau depuis fin 2008 après plusieurs années de sécheresse totale.
Sa crue le 15 juin 2010 a fait des dégâts considérables, route de Lorgues emportée sur 50 m après le pont, cinq maisons détruites, 50 autres inondées. Autre inondation en novembre 2011.

### Sismicité
La commune est classée en zone de sismicité faible.
|         | Draguignan |          |
| Lorgues | Taradeau   | Les Arcs |
|         | Vidauban   |          |

### Voies de communications et transports

#### Voies routières
À proximité de l'autoroute A8 (12 km), de la gare des Arcs-Draguignan (6 km).
La commune se trouve sur la nationale 7, et est desservie par :
- la départementale 10 entre Les Arcs et Lorgues,
- la départementale 73 vers Vidauban.

#### Transports en commun
- Transport en Provence-Alpes-Côte d'Azur

Les bus de la ligne 13 des Transports en Dracénie relient la commune à Draguignan.

### Hydrographie et eaux souterraines
Cours d'eau sur la commune ou à son aval :
- fleuve l'Argens,
- ruisseau Florièye.

### Climat
Pour des articles plus généraux, voir Climat de Provence-Alpes-Côte d'Azur et Climat du Var.
En 2010, le climat de la commune est de type climat méditerranéen franc, selon une étude du Centre national de la recherche scientifique s'appuyant sur une série de données couvrant la période 1971-2000. En 2020, Météo-France publie une typologie des climats de la France métropolitaine dans laquelle la commune est exposée à un climat méditerranéen et est dans la région climatique  Var, Alpes-Maritimes, caractérisée par une pluviométrie abondante en automne et en hiver (250 à 300 mm en automne), un très bon ensoleillement en été (fraction d’insolation > 75 %), un hiver doux (8 °C) et peu de brouillards. 
Pour la période 1971-2000, la température annuelle moyenne est de 15 °C, avec une amplitude thermique annuelle de 16,3 °C. Le cumul annuel moyen de précipitations est de 864 mm, avec 6,7 jours de précipitations en janvier et 1,8 jours en juillet. Pour la période 1991-2020, la température moyenne annuelle observée sur la station météorologique de Météo-France la plus proche, « Les Arcs_sapc », sur la commune des Arcs à 4 km à vol d'oiseau, est de 15,5 °C et le cumul annuel moyen de précipitations est de 803,1 mm. 
La température maximale relevée sur cette station est de 41,3 °C, atteinte le 27 juin 2019 ; la température minimale est de −8,7 °C, atteinte le 13 février 1999,,. 
Les paramètres climatiques de la commune ont été estimés pour le milieu du siècle (2041-2070) selon différents scénarios d'émission de gaz à effet de serre à partir des nouvelles projections climatiques de référence DRIAS-2020. Ils sont consultables sur un site dédié publié par Météo-France en novembre 2022.

## Urbanisme

### Typologie
Au 1er janvier 2024, Taradeau est catégorisée bourg rural, selon la nouvelle grille communale de densité à sept niveaux définie par l'Insee en 2022.
Elle est située hors unité urbaine. Par ailleurs la commune fait partie de l'aire d'attraction de Draguignan, dont elle est une commune de la couronne,. Cette aire, qui regroupe 11 communes, est catégorisée dans les aires de 50 000 à moins de 200 000 habitants,.

### Occupation des sols
L'occupation des sols de la commune, telle qu'elle ressort de la base de données européenne d’occupation biophysique des sols Corine Land Cover (CLC), est marquée par l'importance des forêts et milieux semi-naturels (48 % en 2018), en diminution par rapport à 1990 (54,4 %). La répartition détaillée en 2018 est la suivante : 
forêts (45,6 %), cultures permanentes (34,4 %), zones urbanisées (8,8 %), zones agricoles hétérogènes (8,8 %), milieux à végétation arbustive et/ou herbacée (2,4 %). L'évolution de l’occupation des sols de la commune et de ses infrastructures peut être observée sur les différentes représentations cartographiques du territoire : la carte de Cassini (XVIIIe siècle), la carte d'état-major (1820-1866) et les cartes ou photos aériennes de l'IGN pour la période actuelle (1950 à aujourd'hui).

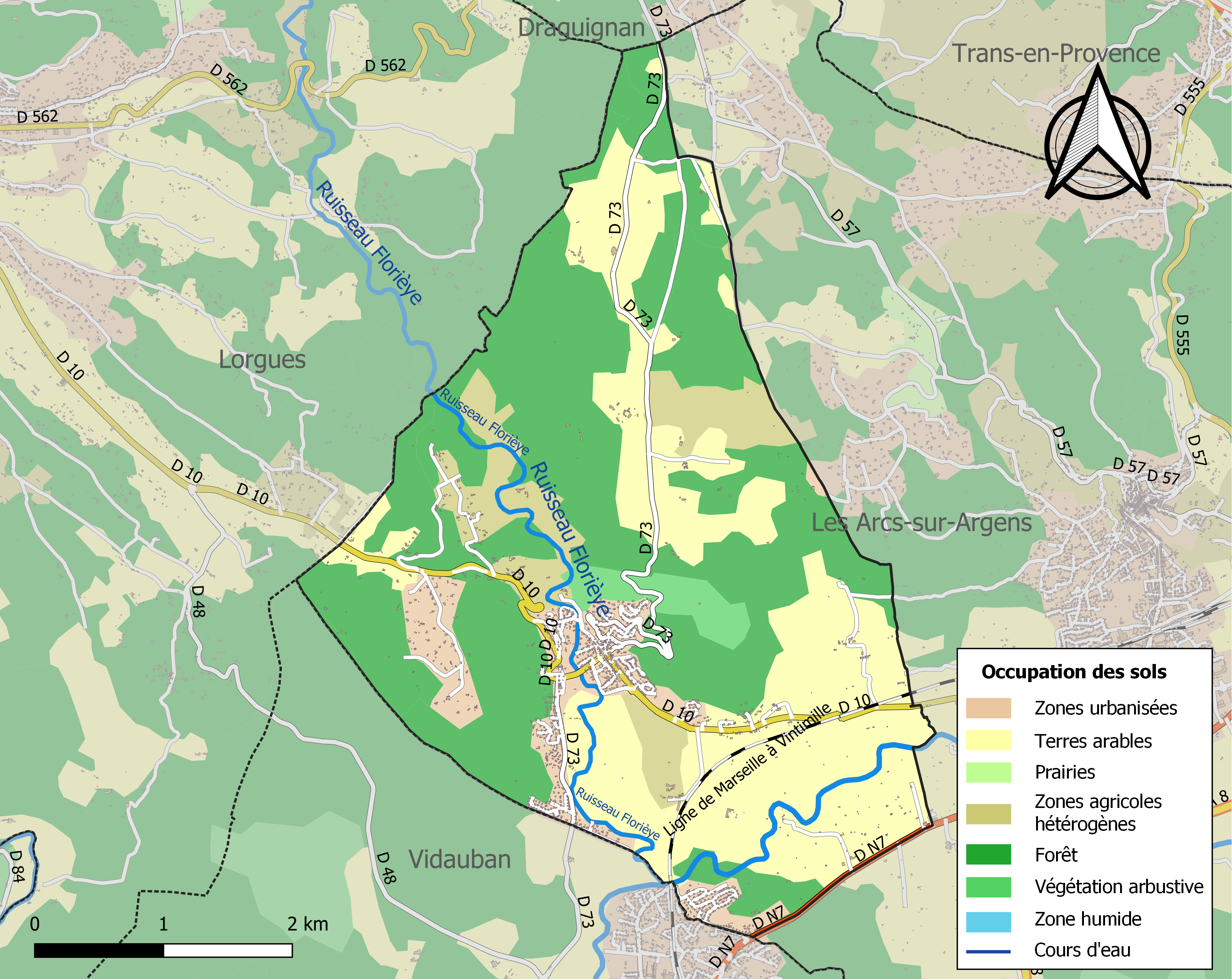
Carte des infrastructures et de l'occupation des sols de la commune en 2018 (CLC).

## Toponymie
Taradeau s'écrit Taradèu en provençal. La prononciation locale est /taʀaˈdo/.
Il est aussi probable que le nom soit d'origine arabe : tarad = repousser, adou = ennemi.

## Histoire
Taradeau est caractérisée par un habitat celto-ligure dès le Ier siècle av. J.-C., comme l'attestent les restes d'un oppidum (fortifications au sommet du village) découverts en 1969 sur le promontoire qui surplombe le village, à la suite d'un terrible incendie.
Aux XIIe et XIIIe siècles, l'abbaye Saint-André de Villeneuve-lès-Avignon y possède le prieuré Saint-Martin de Gaudissard.
Lors de l'incendie du 19 juillet 2005, un Tracker de la Sécurité civile s'écrase en forêt. Le pilote est miraculeusement indemne.
Taradeau est victime de pluies diluviennes d'environ 400 mm et de la crue très violente de la Florieye le 15 juin 2010, le niveau de la rivière est passé de 10 cm à 6 m sur un largeur initiale de 3 m passée à 100 m de large pendant une demi-journée. De nombreux dégâts sont à déplorer, parmi lesquels la destruction de cinq maisons, l'inondation de cinquante autres maisons et la destruction de la route à l'ouest du pont sur une cinquantaine de mètres.

## Politique et administration

### Liste des maires
| Période                                  | Période  | Identité           | Étiquette   | Qualité                                                                  |
| ---------------------------------------- | -------- | ------------------ | ----------- | ------------------------------------------------------------------------ |
| Les données manquantes sont à compléter. |          |                    |             |                                                                          |
| 1900                                     | 1908     | Léon Courdouan     |             |                                                                          |
| 1908                                     | 1925     | Augustin Courdouan | SFIO        | Propriétaire et négociant en vins et grains, conseiller d'arrondissement |
| 1925                                     | 1935     | Camille Cauvin     | SFIO ou PRS | Propriétaire-cultivateur                                                 |
| 1935                                     | 1944     | Jean Banivello     |             |                                                                          |
| 1944                                     | 1953     | Camille Cauvin     | SFIO        |                                                                          |
| 1953                                     | 1977     | Jean Reynier       |             | Instituteur                                                              |
| 1977                                     | 1995     | Victor David       |             |                                                                          |
| 1995                                     | 2020     | Gilbert Galliano   | SE          | Vigneron                                                                 |
| 2020                                     | En cours | Albert David       |             | Ancien garagiste                                                         |

### Intercommunalité
Ampus fait partie de la communauté de Dracénie Provence Verdon agglomération (ex-communauté d'agglomération Dracénoise) qui regroupe vingt-trois communes du département du Var, dont Draguignan de 110 019 habitants en 2019, créée le 31 octobre 2000. Les 23 communes composant la communauté d'agglomération en 2017 sont (par ordre alphabétique) :
- communes fondatrices :
  - Draguignan, Châteaudouble, Figanières, La Motte, Les Arcs, Lorgues, Taradeau, Trans-en-Provence ;
- communes ayant adhéré ultérieurement :
  - Ampus, Bargemon, Bargème, Callas, Claviers, Comps-sur-Artuby,  Flayosc, La Bastide, La Roque-Esclapon, Le Muy, Montferrat, Saint-Antonin-du-Var, Salernes, Sillans-la-Cascade, Vidauban.

### Budget et fiscalité 2019
En 2019, le budget de la commune était constitué ainsi :
- total des produits de fonctionnement : 1 829 000 €, soit 994 € par habitant ;
- total des charges de fonctionnement : 1 335 000 €, soit 726 € par habitant ;
- total des ressources d’investissement : 979 000 €, soit 532 € par habitant ;
- total des emplois d’investissement : 739 000 €, soit 402 € par habitant.
- endettement : 928 000 €, soit 504 € par habitant.

Avec les taux de fiscalité suivants :
- taxe d’habitation : 13,93 % ;
- taxe foncière sur les propriétés bâties : 17,77 % ;
- taxe foncière sur les propriétés non bâties : 88,51 % ;
- taxe additionnelle à la taxe foncière sur les propriétés non bâties : 0,00 % ;
- cotisation foncière des entreprises : 0,00 %.

Chiffres clés Revenus et pauvreté des ménages en 2018 : Médiane en 2018 du revenu disponible, par unité de consommation : 22 500 €.

### Politique environnementale
Station d'épuration
L'actuelle station d'épuration de Taradeau ne pouvant plus traiter correctement les eaux usées, une station d'épuration commune à Taradeau et Vidauban a été construite, capable de gérer 15 000 équivalent-habitants. Elle est en service depuis le 24 juin 2008 et les eaux usées bénéficient du label eau de baignade. L'ancienne station a été détruite lors de la crue violente de la Florièye en juin 2010.

#### Plan local d'urbanisme
- Élaboration du P.L.U[25],[26].

Taradeau dispose d'un plan local d'urbanisme.
La commune relèvera du schéma de cohérence territoriale (SCOT) de la Dracénie actuellement en étude.

### Jumelages
- Röhrmoos (Allemagne) depuis 1990 située à 912 kilomètres[29].

## Population et société

### Démographie
L'évolution du nombre d'habitants est connue à travers les recensements de la population effectués dans la commune depuis 1793. Pour les communes de moins de 10 000 habitants, une enquête de recensement portant sur toute la population est réalisée tous les cinq ans, les populations de référence des années intermédiaires étant quant à elles estimées par interpolation ou extrapolation. Pour la commune, le premier recensement exhaustif entrant dans le cadre du nouveau dispositif a été réalisé en 2007.

En 2022, la commune comptait 1 899 habitants, en évolution de +5,09 % par rapport à 2016 (Var : +4,98 %, France hors Mayotte : +2,11 %).
| 1793 | 1800 | 1806 | 1821 | 1831 | 1836 | 1841 | 1846 | 1851 |
| ---- | ---- | ---- | ---- | ---- | ---- | ---- | ---- | ---- |
| 345  | 294  | 326  | 331  | 430  | 412  | 460  | 447  | 441  |

| 1856 | 1861 | 1866 | 1872 | 1876 | 1881 | 1886 | 1891 | 1896 |
| ---- | ---- | ---- | ---- | ---- | ---- | ---- | ---- | ---- |
| 455  | 458  | 515  | 474  | 511  | 478  | 486  | 428  | 435  |

| 1901 | 1906 | 1911 | 1921 | 1926 | 1931 | 1936 | 1946 | 1954 |
| ---- | ---- | ---- | ---- | ---- | ---- | ---- | ---- | ---- |
| 426  | 353  | 352  | 298  | 297  | 310  | 287  | 324  | 357  |

| 1962 | 1968 | 1975 | 1982 | 1990  | 1999  | 2006  | 2007  | 2012  |
| ---- | ---- | ---- | ---- | ----- | ----- | ----- | ----- | ----- |
| 367  | 421  | 535  | 774  | 1 151 | 1 619 | 1 685 | 1 694 | 1 786 |

| 2017  | 2022  | - | - | - | - | - | - | - |
| ----- | ----- | - | - | - | - | - | - | - |
| 1 803 | 1 899 | - | - | - | - | - | - | - |

### Enseignement

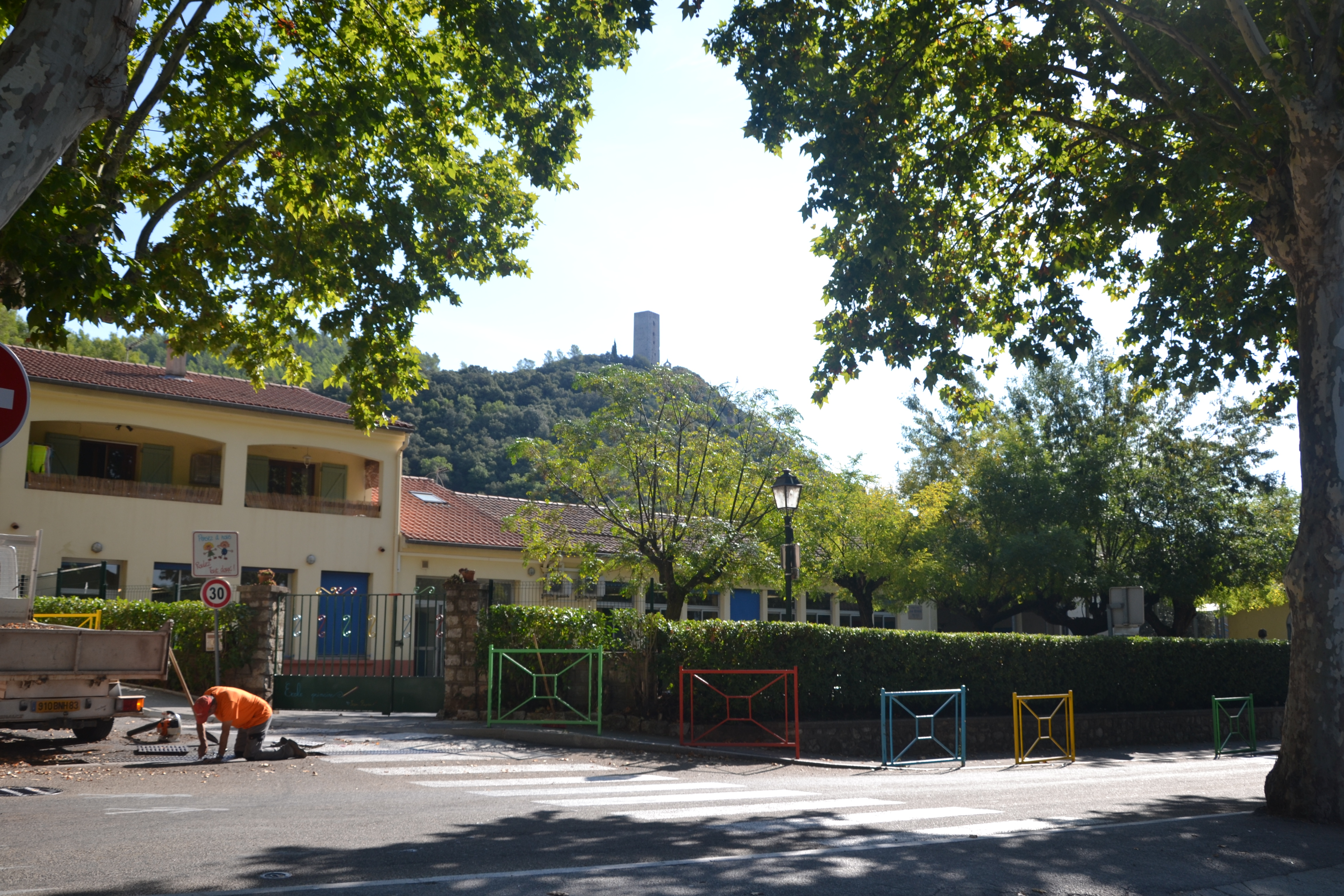
École primaire de Taradeau.

Le groupe scolaire Jean-Reynier (maire de Taradeau de 1953 à 1977) regroupe une école maternelle et une école primaire.
Les établissements d'enseignement proches :
- collèges à Vidauban, Les Arcs, Lorgues, Draguignan ;
- les Arcs, Lorgues, Le Muy, Draguignan.

### Santé
- Professionnels et établissements de santé :
- sur la commune : Médecin, Infirmières, cabinet masseurs-kinésithérapeutes, psychologue clinicien[35].
- L'hôpital le plus proche est le Centre hospitalier de la Dracénie et se trouve à Draguignan, à 13 km[36],[37]. Il dispose d'équipes médicales dans la plupart des disciplines[38] : pôles médico-technique ; santé mentale ; cancérologie ; gériatrie ; femme-mère-enfant ; médecine-urgences ; interventionnel.
- La Communauté de communes Lacs et Gorges du Verdon dispose désormais, à Aups, d'une Maison de santé pluriprofessionnelle (Médecine générale, Médecine spécialisée, Paramédical, Soins infirmiers), et intégrant également un lieu ressource « Social et solidaire »[39].

### Cultes
- Culte catholique[40], paroisse de Vidauban.

## Économie

### Agriculture
Le secteur agricole de Taradeau est essentiellement centré sur la production de vin.
Caves et Domaines viticoles : Cave coopérative Les Vignerons, Château de Saint Martin, Domaines Ott – Château de Selle, Château Rasque.

### Tourisme

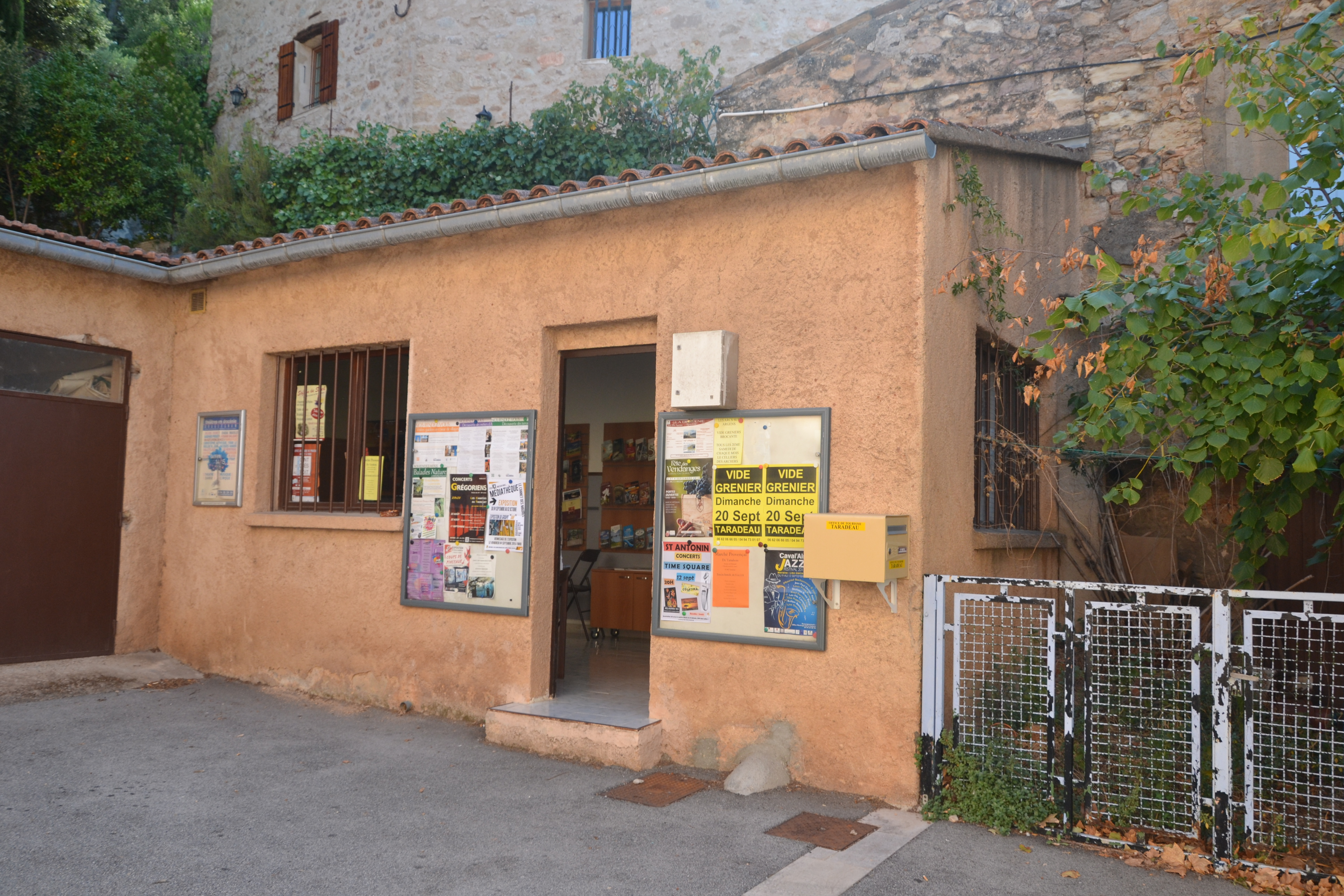
Office du tourisme.

- Gîtes et chambres d'hôtes[43],
- Camping [44].

#### Commerces et services
- Commerces et services de proximité : pâtisserie, institut de beauté<.

## Culture locale et patrimoine

### Lieux et monuments

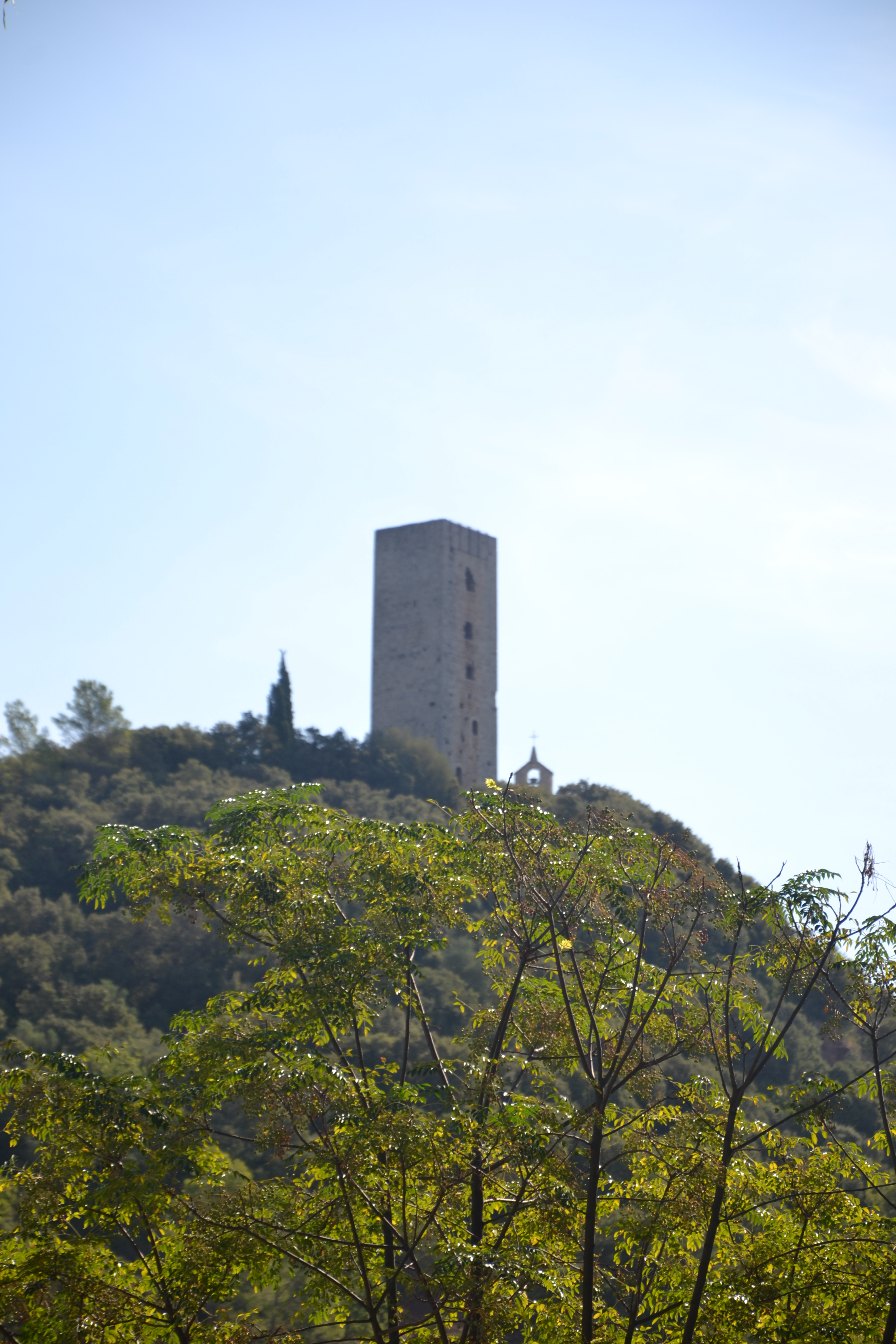
Tour de Taradeau.
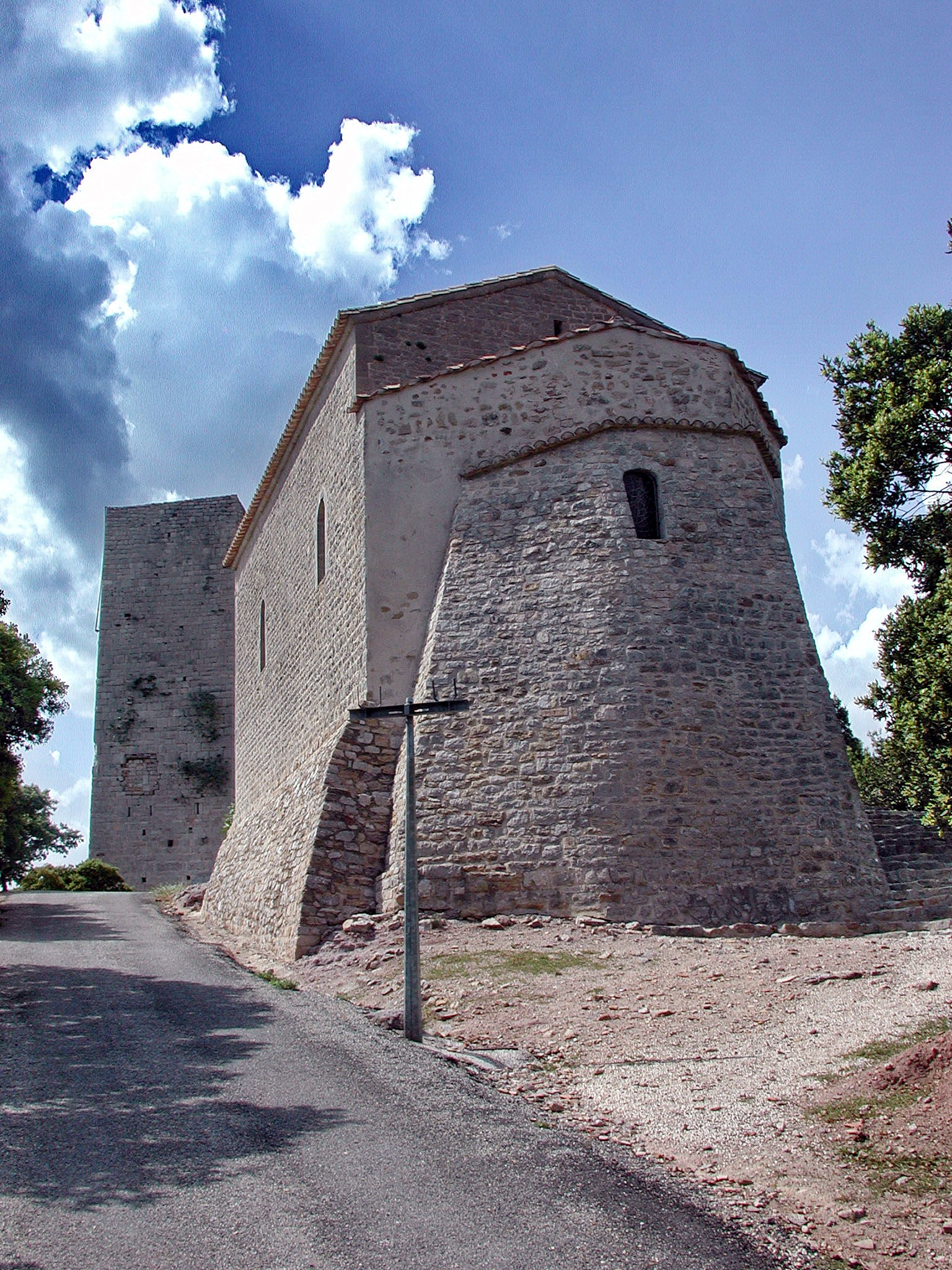
Église Notre-Dame-de-l'Assomption.
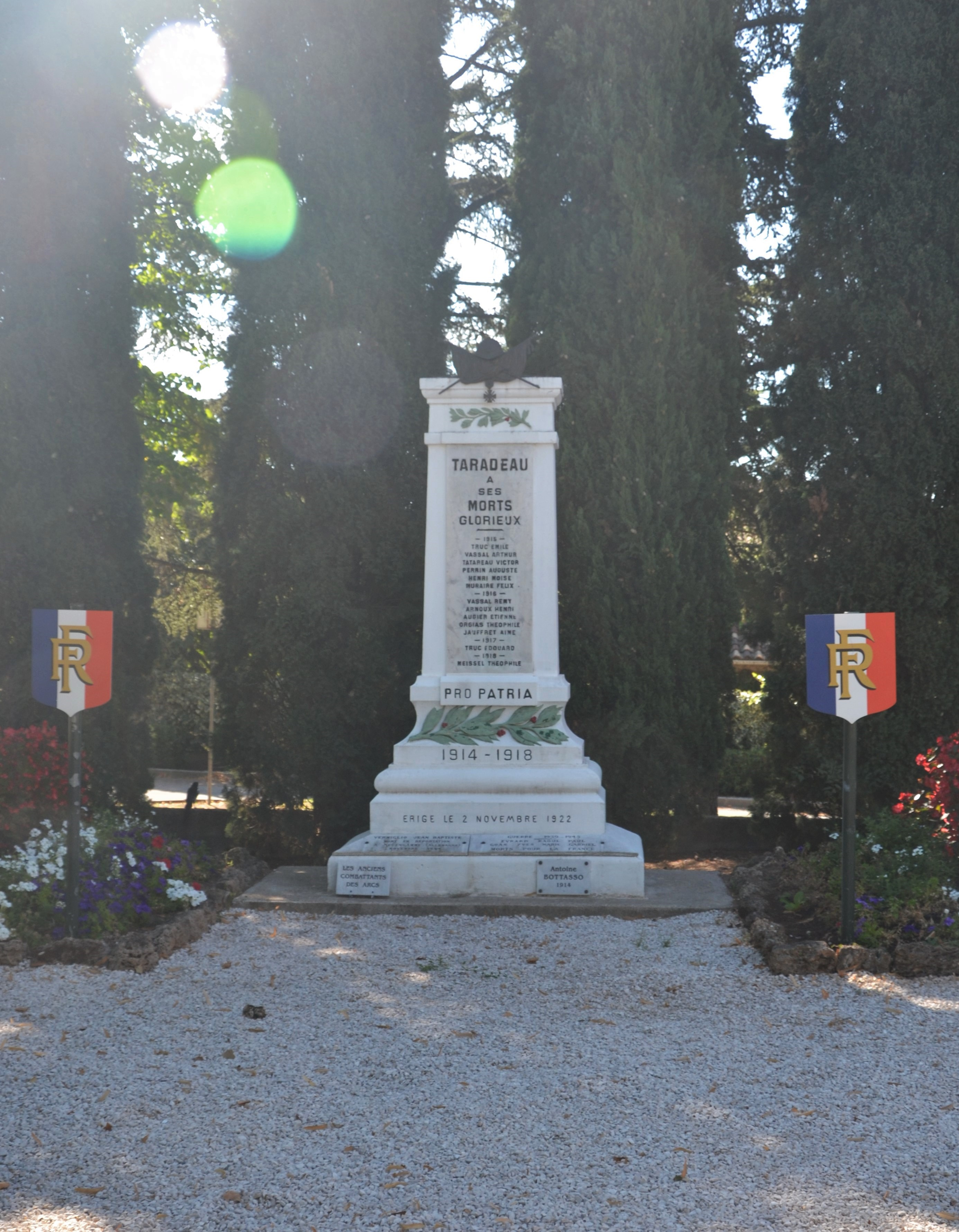
Monument aux morts.

- L'oppidum de Taradeau a été mis au jour, en 1969, sur le promontoire qui surplombe le village, à la suite d'un terrible incendie. Il est caractéristique d'un habitat celto-ligure du Ier siècle av. J.-C.[45],[46],[47].
- Ruines de villas romaines[48].
- Château du comte de Selle[49].
- Parc du château Saint-Martin[50].
- Église Notre-Dame-de-l'Assomption et sa cloche de 1778[51].
- Ancienne église paroissiale, actuellement chapelle Saint-Martin[52] et tour sarrasine qui dominent le village[53].
- Monument aux morts[54].

### Personnalités liées à la commune
- Louis Reboul, co-seigneur de Taradeau, trésorier de France[55].
- Désiré Reboul-Taradeau, fils du précédent. Maire de Draguignan (1808-1813 puis 1821-1830). Décédé à Taradeau en 1833.
- Les comtes de Selles[56] possèdaient une ancienne magnanerie jouxtant les caves du domaine du Château vinicole de Selles, Domaine d’Ott[57].
- Famille de Rasque[58] qui a donné son nom à la seigneurie[59].

### Blasonnement
|  | Les armoiries de Taradeau se blasonnent ainsi : De gueules aux trois tours d'argent ouvertes du champ. |